# العدني (قفل شمر)

تعديل مصدري - تعديل

العدني هي إحدى قرى عزلة الدانعي بمديرية قفل شمر التابعة لمحافظة حجة، بلغ تعداد سكانها 198 نسمة حسب تعداد اليمن لعام 2004.